# Success (New Hampshire)
Unter dem Namen Success wurde eine Siedlungskonzession für ein später unbesiedeltes Territorium im östlichen Coös County im Norden New Hampshires ausgestellt. Das Gebiet wurde nie in größerem Maßstab besiedelt und gehörte später verschiedenen Gesellschaften, die den Holzreichtum ausbeuteten. Laut Census von 2020 leben vier Einwohner in Success.

## Geographie
Success liegt zwischen Berlin und Milan im Westen und der Grenze zu Maine im Osten, nördlich von Shelburne und südlich von Dummer. Stearns, Horne (ehem. Mollywocket) und Bean Brook entwässern das Gebiet zum Androscoggin River. Im Nordosten liegt der Success Pond, im Süden die Mahoosuc Range, die sich bis nach Maine erstreckt. Hier liegt der Mount Success, dessen Gipfel mit 1087 Metern der höchste Punkt in Success ist. Success hat eine Fläche von 147,6 km². Davon sind 146,3 km² Land und 1,3 km² Gewässer.

## Geschichte
Die Siedlungskonzession wurde am 12. Februar 1773 ausgestellt. Das Land war nahezu vollständig mit Wald bestanden. 1823 wohnten fünf Familien in einem einzigen Blockhaus. Diese Siedler blieben jedoch nicht lange. Zur Mitte des 19. Jahrhunderts gab es nur noch zwei Einwohner. Das Gebiet war reich an Holz, unter anderem in ergiebigen Kiefern- und Fichtenbeständen. 1830 erwarb die Milan & Success Lumbering Company Land im Norden von Success, entlang des Chickwalnippe und des Stearns Brook. Ende des Jahrhunderts gehörte Success der Firma R.C. Pingree & Co. aus Lewiston in Maine.

### Success Pond Railroad
Diese Waldbahn führte von Berlin Mills nördlich der Mahoosuc Range in das Gebiet von Success. Sie wurde nach 1892 von der Blanchard & Twitchell Company, unter deren Namen sie zunächst bekannt war, gebaut und schloss in Berlin an den Concord&Montreal-Zweig der Boston and Maine Railroad an, die 1892 Berlin erreicht hatte. Wie auch andere Landentwicklungsgesellschaften, die zu dieser Zeit in der Gegend tätig waren, gehörte Blanchard & Twitchell ortsansässigen Unternehmern, in diesem Fall aus Milan. Diese hatten große Waldgebiete in Success erworben und richteten die Bahnstrecke ein, um das geerntete Holz abfahren zu können. 1897 waren im Zusammenhang mit der Bahn mehrere Gebäude östlich von Berlin Mills errichtet. Das Holz, nicht nur Kiefern und Fichten, sondern auch Pappelholz, ging an örtliche Firmen wie die Brown Lumber Company aus Whitefield oder die Berlin Falls Fibre Company, die aus dem Pappelholz Holzfasern gewann. 1901 verkaufte Cassius Twitchell seine Anteile, und 1904 wurde die Gesellschaft in George W. Blanchard & Sons Company Railroad umbenannt. 1907 wurde der Betrieb endgültig eingestellt. Die Boston & Maine übernahm ein kurzes Stück der Strecke als Abstellgleis.

### Flugunfall 1954
- Am 30. November 1954 befand sich eine Douglas DC-3 der Northeast Airlines (Vereinigte Staaten) (N17891) auf dem Weg von Laconia (New Hampshire) zum 120 km nördlich davon gelegenen Flughafen von Berlin (New Hampshire). Im Anflug auf den Berlin Regional Airport in Milan (New Hampshire) wurde die Maschine in den 1050 Meter hohen Mount Success geflogen, noch 22 Kilometer südöstlich des Ziels. Bei diesem CFIT (Controlled flight into terrain) wurden der Erste Offizier und ein Mitarbeiter der Northeast Airlines getötet; der Kapitän, die Stewardess und zwei der drei Passagiere überlebten verletzt. Der Kapitän hatte zu weit vom Flughafen entfernt versucht, unter eine Wolkendecke zu gelangen, um einen Sichtanflug durchführen zu können, und die Maschine war dabei 13 Kilometer östlich des vorgesehenen Flugwegs.[10][11]